# Exocoelactis
Exocoelactis är ett släkte av koralldjur. Exocoelactis ingår i familjen Exocoelactiidae.
Exocoelactis är enda släktet i familjen Exocoelactiidae.
Kladogram enligt Catalogue of Life:
| Exocoelactis | \| \| Exocoelactis tuberosa \| \| \| \| \| \| Exocoelactis valdiviae \| \| \| \| |
|              | \| \| Exocoelactis tuberosa \| \| \| \| \| \| Exocoelactis valdiviae \| \| \| \| |
|              | Exocoelactis tuberosa                                                            |
|              |                                                                                  |
|              | Exocoelactis valdiviae                                                           |
|              |                                                                                  |